# MacArthur (Leyte)
MacArthur is een gemeente in de Filipijnse provincie Leyte op het eiland Leyte. Bij de laatste census in 2007 had de gemeente bijna 18 duizend inwoners.

## Geografie

### Bestuurlijke indeling
MacArthur is onderverdeeld in de volgende 31 barangays:
| - Batug - Burabod - Capudlosan - Casuntingan - Causwagan - Danao - Doña Josefa - General Luna - Kiling - Lanawan - Liwayway | - Maya - Oguisan - Osmeña - Palale 1 - Palale 2 - Poblacion District 1 - Poblacion District 2 - Poblacion District 3 - Pongon - Quezon | - Romualdez - Salvacion - San Antonio - San Isidro - San Pedro - San Vicente - Santa Isabel - Tinawan - Tuyo - Villa Imelda |

## Demografie
MacArthur had bij de census van 2007 een inwoneraantal van 17.608 mensen. Dit zijn 764 mensen (4,5%) meer dan bij de vorige census van 2000. De gemiddelde jaarlijkse groei komt daarmee uit op 0,61%, hetgeen lager is dan het landelijk jaarlijks gemiddelde over deze periode (2,04%). Vergeleken met de census van 1995 is het aantal mensen met 963 (5,8%) toegenomen.

De bevolkingsdichtheid van MacArthur was ten tijde van de laatste census, met 17.608 inwoners op 57,57 km², 305,9 mensen per km².